# SLV
SLV (англ. Satellite Launch Vehicle), SLV-3 — ракета-носитель малой грузоподъёмности Индии, первый индийский успешный проект по запуску спутников ракетой-носителем собственного производства. 
Проект создания ракеты занял 7 лет. Руководителем этого проекта Индийской организации космических исследований был Абдул Калам, впоследствии (2002—2007) — президент Индии. 

## Конструкция
Четырёхступенчатая твердотопливная ракета, массой 17 тонн и высотой 22 метра.
Корпуса первой и второй ступени были стальными, третьей и четвёртой — из армированного пластика.
Была способна выводить полезную нагрузку в 40 кг на низкую околоземную орбиту высотой 400 км.

## Запуски
Всего состоялись четыре попытки запуска этой ракеты, с космодрома Шрихарикота, со спутниками серии «Рохини». Две из них были успешны, одна неудачна, и одна частично успешна.
- Первый запуск ракеты, 10 августа 1979 года, закончился неудачей.
- Второй, 18 июля 1980, успешно вывел на орбиту 35-килограммовый спутник «Рохини-1» (RS-1), сделав Индию восьмой космической державой.
- Третий запуск, 31 мая 1981, был частично успешен: из-за неисправности ракеты спутник вышел на слишком низкую орбиту, на которой пробыл лишь 9 дней, после чего вошёл в плотные слои атмосферы и сгорел[1].
- Четвёртый и последний, 17 апреля 1983, выведший на орбиту 41,5-килограммовый спутник серии RS-D2 — успешен[2].

## Историческое значение
Первый индийский ИСЗ — «Ариабхата» — был запущен советской ракетой «Космос-3М» в 1975 году.
В июне 1979 года также советской ракетой был запущен индийский спутник «Бхаскара I». Поэтому к моменту создания SLV у ISRO уже был стимулируемый ведущей космической державой опыт создания космических аппаратов, но не было собственных средств их выведения на орбиту.
Тестирование этой скромной системы вывода в космос положило начало обширной космической программы Индии. Через 40 лет после него вошедшая в число ведущих космических держав Индия имела уже широкую линейку ракет-носителей разных классов, создала собственную многоцелевую спутниковую группировку и систему спутниковой навигации, обладала противоспутниковым оружием, запускала межпланетные станции к Луне и Марсу, готовилась к пилотируемым полётам, оперированию луноходами, исследованию Венеры и запуску собственной орбитальной станции.
Следующим за SLV шагом по этой дороге стала ракета ASLV (1987—1994), также создававшаяся с целью тестирования и наработок технологий.